# La Unión (álbum de La Unión)
Noveno álbum de estudio del grupo español La Unión, lanzado comercialmente en 1999. Es conocido como La Unión o El Disco Blanco debido a su portada, en la que solo aparecía escrito La Unión junto a fotos de los miembros del grupo y sobre un fondo blanco.
Como tema adicional, incluye Somos Campeones, versión de We are the champions. 
El álbum fue grabado en julio y agosto de 1999 entre Madrid y Milán, menos Somos campeones que se grabó en Nueva York.

## El álbum
Tras el funk y soul de Hiperespacio y el misticismo electrónico experimentado en Fluye, el grupo decide dar un cambio de timón a su trayectoria y se orienta hacia sonidos latinoamericanos.
En 1998 Ricky Martin triunfaba con Vuelve y en 1999 lanzaría su primer álbum en inglés. También en 1999 Jennifer López haría su debut discográfico con On the 6. Sumido en este contexto bautizado como latino, el grupo se despende de sonidos de sus álbumes anteriores y decide dotarle de carácter más latino a su nuevo álbum. 
Para ello recurren al productor cubano Lulo Pérez, que había producido a Alejandro Sanz el año anterior en su álbum Más, además de otros artistas como Shakira, Juanes o Miguel Bosé. Tan solo en la producción de Somos campeones, participa el productor argentino Cachorro López.
El primer sencillo fue La Mala Vida, que tuvo un videoclip oficial además de sonar profusamente en la radio. Su lanzamiento coincidiría con Livin la vida loca de Ricky Martin. Adicionalmente, se lanzó una remezcla por Carlos Jean: La Mala Vida (Remixed By Jean)
El segundo sencillo fue Carnaval y el tercero y último fue Pecado.

### Legado
Este álbum sería la excepción musical de La Unión adentrándose de forma tan definido en sonidos latinos.
La canción La Mala Vida sería el único tema del álbum en incluirse posteriormente en el recopilatorio Grandes Éxitos 1984 / 2000 y Colección Audiovisual 1984 - 2004. 
Ningún tema de este álbum sería remezclado para Love Sessions pero sí aparecerían La Mala Vida y Carnaval versionados para el álbum Hip.Gnosis.

## Lista de canciones
1. La Mala Vida (L. Bolín*, M. Martínez*, R. Sánchez*)
2. Carnaval (L. Bolín*, M. Martínez*, R. Sánchez*)
3. En Tus Llamas (L. Bolín*, M. Martínez*, R. Sánchez*)
4. Pecado (L. Bolín*, M. Martínez*, R. Sánchez*)
5. Si Te Vas (L. Bolín*, M. Martínez*, R. Sánchez*)
6. Alma de Ladrón (L. Bolín*, M. Martínez*, R. Sánchez*)
7. Sola (L. Bolín*, M. Martínez*, R. Sánchez*)
8. Mamalú (L. Bolín*, M. Martínez*, R. Sánchez*)
9. Dominó (L. Bolín*, M. Martínez*, R. Sánchez*)
10. Somos campeones (We are the champions) (Freddy Mercury)

## Créditos
- Luis Bolín - Bajo y voz
- Mario Martinez - Guitarra
- Rafa Sánchez - Voz